# Historia de Ahome
Historia de la ciudad de Los Mochis, ciudad del estado mexicano de Sinaloa.

## Resumen
La ciudad nace a principios del siglo XX, en 1903. Albert K. Owen, quien llegó a hacer estudios para la construcción de vías ferroviarias, al contemplar maravillado la bahía de Ohuira, imagina ahí la ciudad del futuro, donde convergerían vías ferroviarias y marítimas hacia todo el mundo, hoy, el puerto de Topolobampo es esa ciudad que imaginara Owen. Se repartieron equitativamente los lugares encontrados uno al norte y otro al sur.
El sueño de Owen es hoy un puerto de altura, con conexiones terrestres, marítimas y aéreas hacia varias partes del mundo y, el sitio que algún día fuera sede de uno de los más poderosos ingenios azucareros es hoy una de las ciudades más prósperas de todo el estado. Después de muchos proyectos por construir la ciudad perfecta, Benjamin F. Johnston, llega hasta Topolobampo atraído por el proyecto de ciudad de Owen; Johnston ve la oportunidad de explotar los recursos como la caña de azúcar y junto con Edward Lycan, quien se había asociado a Zacarías Ochoa, dueño de un trapiche (rudimentario molino de azúcar) llamado "El Águila" , inician la construcción de un ingenio azucarero. Al morir Ochoa, Johnston se apodera del negocio y junto con Lycan fundan: "The Aguila Sugar Refining Company", la que después cambiara a "United Sugar Company".
Para el año de 1901, Johnston era muy poderoso, tanto, que mandó trazar una moderna ciudad con calles amplias y rectas, muy al estilo norteamericano, así nace Los Mochis, aunque es hasta 1903 cuando es reconocida junto con Topolobampo, como alcaldías. El 20 de abril de 1903 se funda por decreto la alcaldía de Los Mochis, durante el gobierno estatal de Francisco Cañedo. En 1916 se crea el municipio de Ahome y desde 1935 la cabecera municipal de este último se ubica en la ciudad de Los Mochis. En la actualidad es el centro comercial del Valle del Fuerte y su radio de influencia comprende desde la parte sur del estado vecino de Sonora hasta los municipios sinaloenses de El Fuerte, Choix, Guasave y Sinaloa de Leyva.
El desarrollo económico de la ciudad se inició con la industria azucarera; sin embargo, en las últimas décadas su progreso descansa sobre la agricultura altamente tecnificada que se practica en toda la región noroeste de México.
Un grupo de entusiastas habitantes de La Villa que, bajo el nombre de "separatistas" lucharon por crear un municipio fuera de la hegemonía de El Fuerte, lograron sus objetivos hasta el 5 de enero de 1917 que el mismo presidente municipal de El Fuerte vino a instalar en nuevo ayuntamiento que presidió Ramón C. López que había sido designado por el gobernador del estado Francisco Cañedo.
El municipio de Ahome fue creado por Decreto de la Legislatura Local de fecha 20 de diciembre de 1917, siendo gobernador del estado Gral. Ángel Flores, y fue designada cabecera del municipio La Villa de Ahome.
En 1918 Florencio A. Valdés, fue el primer presidente municipal electo.
El Ayuntamiento de Ahome precedido por Modesto G. Castro resolvió hacer el traslado de la cabecera municipal a Los Mochis, justificándose en que esta población había crecido tanto que superaba ya varias veces a La Villa de Ahome.
El Ayuntamiento de Ahome con fecha 1 de abril de 1935 permitía el cambio a la cabecera, y la Legislatura del Estado lo sancionó mediante otro decreto que expidió el 10 de mayo siguiente, el cual fue publicado en el Periódico Oficial de el Estado el día 30 del mismo mes.
El traslado se llevó a cabo enseguida sin mayores problemas y las oficinas se instalaron en la casa propiedad de Francisco. Beltrán, ubicada en la esquina de las calles Hidalgo y Zaragoza junto al local que ocupaba la antigua sindicatura.
Y con la cabecera municipal se fue el presidente municipal. El viejo pueblo de Ahome, por quedarse rezagado en el proceso de la región, también había sido relegado a segundo término. Desde entonces la ciudad de Los Mochis, como el municipio de Ahome en su totalidad han tenido importantes cambios tanto económicos y sociales como políticos que han mantenido en constante progreso al municipio.

## Cronología
- 1605: Fundación del pueblo de Ahome, llegada de misioneros encabezados por el Padre de Ribas.
- 1851: Año del cólera, la epidemia cobra numerosas vidas en la región.
- 1880: Se instala un ingenio azucarero, pilar de la futura ciudad.
- 1901: Se inaugura la empresa Kansas City México & Oriente Railway Company en Topolobampo.
- 1902: Durante todo un año la peste bubónica azota la región.
- 1903: Fundación de Los Mochis.
- 1904: Se crea en el pueblo de Ahome la Junta Separatista que busca la separación del municipio de El Fuerte y la creación del de Ahome.
- 1914: Felipe Bachomo toma a sangre y fuego la Villa de Ahome.
- 1917: Se designa a la Villa de Ahome como cabecera municipal del nuevo municipio.
- 1935: El Ayuntamiento cambia su cabecera municipal a Los Mochis.